# Hispano-Suiza
La Hispano-Suiza, Fábrica de Automóviles, S.A. («Испано-швейцарская фабрика автомобилей»), (рус. Испано-Сюиза) — испанская автомобилестроительная компания, появившаяся в 1904 году и занимавшаяся изначально производством автомобилей класса «люкс». Начиная с Первой мировой войны стала также производить авиационные двигатели. Основателями компании были швейцарский инженер Марк Биркигт, ранее уже попробовавший свои силы в выпуске автомобилей, а также испанские предприниматели Хуан Кастро (Juan Castro) и Дамиан Матеу (Damián Mateu).
Автомобили Hispano-Suiza были дорогими и относились к классу «люкс», но ввиду тяжёлого экономического положения в Европе из-за Первой и Второй мировых войн спрос на них был небольшой. Несколько экземпляров приобрели королевские приближённые[какие?].

## История

### Ранние годы

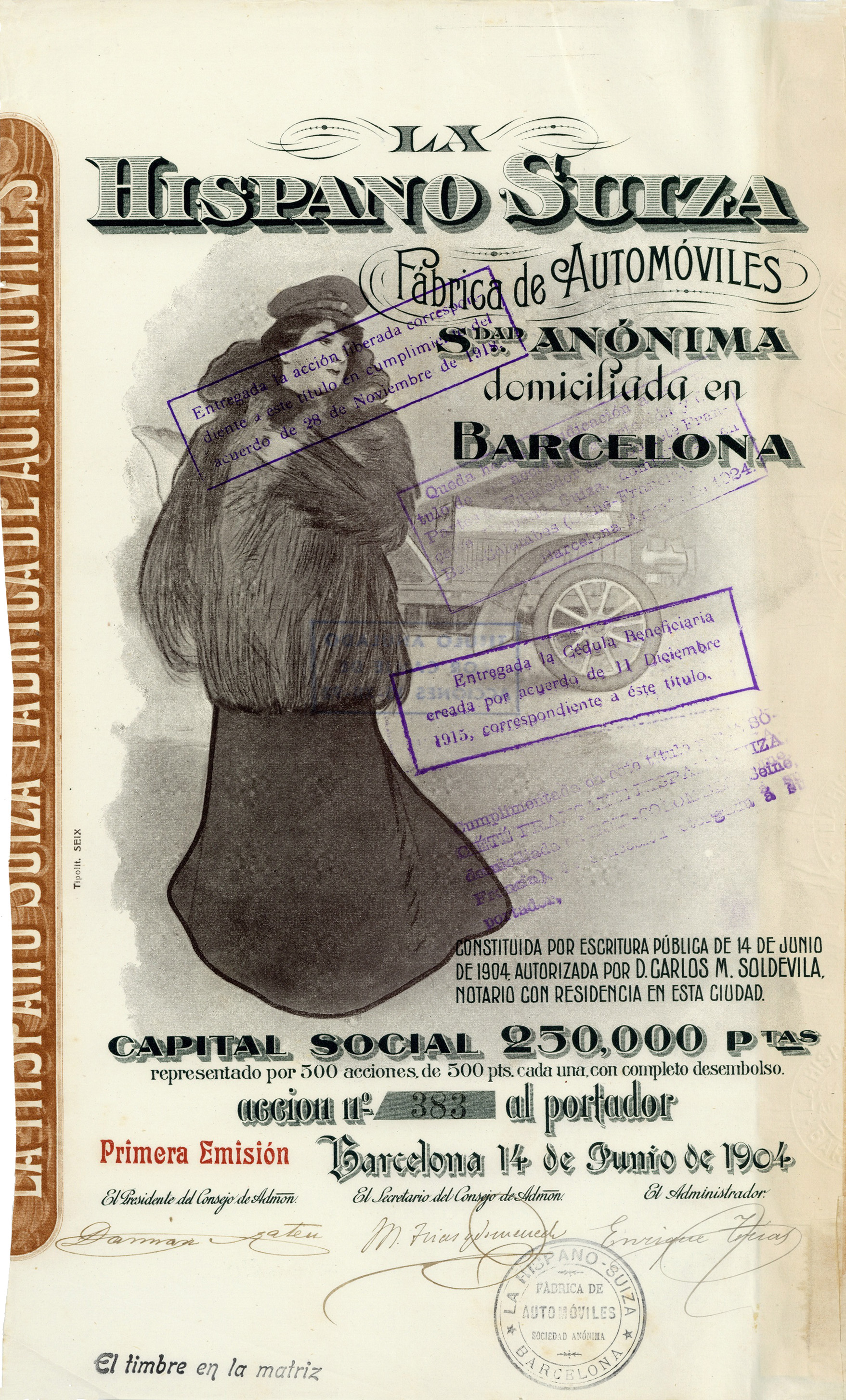
Основательная акция компании La Hispano Suiza Fábrica de Automóviles на 500 песет, выпущенная в Барселоне 14 июня 1904 года, с оригинальной подписью Дамиана Матеу, соучредителя, президента и финансиста компании

В 1898 году Эмилио де ла Квадра основал в Барселоне фабрику, выпускавшую под маркой La Cuadra электрические омнибусы, но вскоре он захотел производить автомобили с ДВС. В 1898 году он встретился с молодым талантливым инженером Марком Биркигтом, и нанял его в компанию.
До декабря 1903 года успели изготовить шесть машин, затем предприятие разорилось.
Дело спас банкир Хуан Кастро, перекупивший фирму. Барселонская фабрика стала именоваться «J. Castro Fabrica Hispano-Suiza de Automoviles», но в 1904 году и это предприятие потерпело фиаско.
Вскоре фирму перекупили испанские финансисты Дамиан Матеу и Франсиско Сейо.
14 июня 1904 года в Барселоне была основана фирма La Hispano-Suiza Fabrica de Automoviles S.A., где Марк Биркигт занимал пост генерального директора и главного конструктора.
В 1906 году швейцарец Пиктет купил права на изготовление 300 машин Hispano-Suiza 20НР, которые стали популярными в Швейцарии.

### 1918—1936 годы

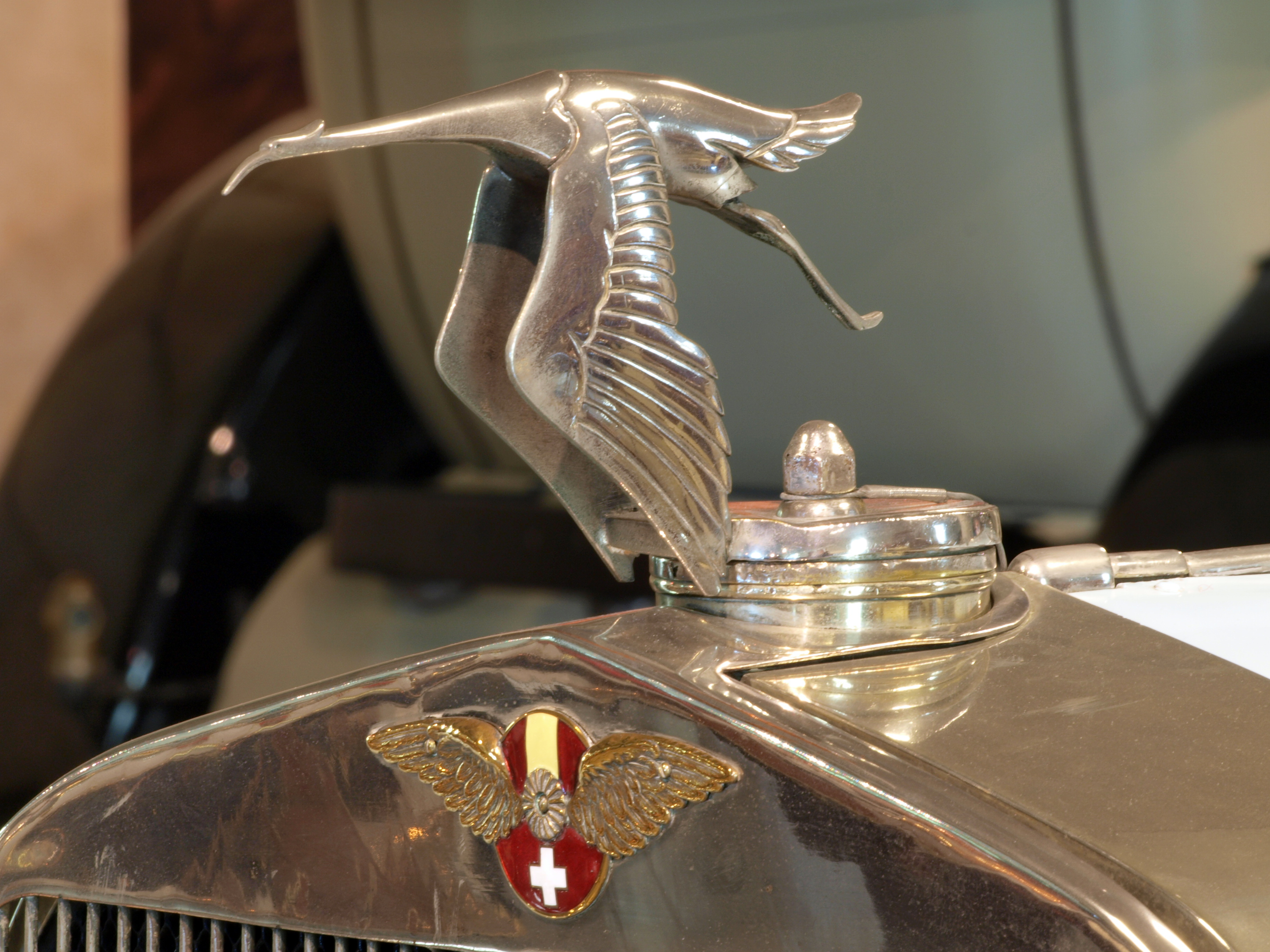
Маскот в виде аиста на капоте

В 1919 году появилась одна из самых знаменитых моделей фирмы — Hispano-Suiza Н6, ставшая образцом автомобиля представительского класса. Позже появились её модификации, Н6В и Н6С. На автомобиле Н6В в 1921 году был выигран Кубок Буалло, а позднее — и на Н6С.
В 1931 году на очередной автомобильной выставке был представлен автомобиль класса «люкс» — Hispano-Suiza Т68 (или U12), имевший двигатель объёмом 9,5 л и мощностью 200 л. с. Развивал максимальную скорость 174 км/ч.

### Упадок производства
В 1938 году был свёрнут выпуск модели J12. В Барселоне производство автомобилей под маркой Hispano-Suiza сохранялось до 1944 года — там делали модель K6, а также фургоны и грузовики.
После войны Марк Биркигт разработал переднеприводной автомобиль с мотором V8, но в 1949 году смог построить только один опытный образец. Более выгодными оказались госзаказы на проектирование и производство самолётных шасси.

### Последующие годы
В 1944 году компанию выкупила Pegaso, входящая в группу ENASA. 

После Второй мировой войны Hispano-Suiza в первую очередь занималась проектами в аэрокосмической сфере.
В 2000 году на Женевском автосалоне была представлена концепт-версия Hispano-Suiza HS21, созданная испанской фирмой Mazel Car Engineering and Prototypes, в надежде заинтересовать владельцев марки в её возрождении. Концепт демонстрировал только возможный внешний вид и не способен передвигаться. На следующий год в Женеве компания Mazel показала концепт седана класса люкс Hispano-Suiza K8. В 2002 году Mazel показала концепт спортивного автомобиля Hispano-Suiza HS21 GTS, который теоретически мог бы участвовать в гонках 24 часа Ле-Мана.
В 2010 году бренд снова был возрождён показом на Женевском автосалоне концепта на основе Audi R8 с форсированным 5,2-литровым двигателем V10 до 750 л. с. и ценой 700 тысяч евро.
Ещё одна попытка возрождения автомобильного бренда Hispano-Suiza произошла на Женевском автосалоне 2019 года с дебютом Hispano-Suiza Carmen, полностью электрического спортивного автомобиля. Этот автомобиль был представлен компанией Hispano Suiza Cars, связанной с Peralada Group, принадлежащей семье Суке́ Матеу, потомкам одного из первых основателей Hispano-Suiza, Дамиана Матеу. На дизайн автомобиля повлияла модель Hispano-Suiza H6B Dubonnet Xenia 1938 года выпуска. В 2021 году была выпущена специальная версия Hispano-Suiza Carmen Boulogne.

## Модельный ряд
| Модель                | Годы выпуска | Число цилиндров | Максимальная мощность, л. с. | Объём двигателя, см³ | Тормоза                                                             | Трансмиссия        | Максимальная скорость |
| --------------------- | ------------ | --------------- | ---------------------------- | -------------------- | ------------------------------------------------------------------- | ------------------ | --------------------- |
| 10 HP                 | 1904         | 6               | 10                           | н/д                  | н/д                                                                 | н/д                | н/д                   |
| 14-16 HP              | 1904         | 6               | От 14 по 16                  | н/д                  | н/д                                                                 | н/д                | н/д                   |
| Armoured type Birkigt | 1905         | 4               | 20                           | н/д                  | н/д                                                                 | н/д                | 87 км/ч               |
| 20-30 HP              | 1906         | н/д             | От 20 по 24                  | н/д                  | н/д                                                                 | н/д                | 100 км/ч              |
| 40 HP                 | 1906         | н/д             | 40                           | н/д                  | н/д                                                                 | н/д                | 100 км/ч              |
| 60-75 HP              | 1907         | 6               | От 60 по 75                  | н/д                  | н/д                                                                 | н/д                | н/д                   |
| 12-15 HP              | 1907         | н/д             | От 12 по 15                  | н/д                  | н/д                                                                 | н/д                | н/д                   |
| 20-30 HP              | 1908         | 4               | От 20 по 30                  | н/д                  | н/д                                                                 | н/д                | н/д                   |
| 24-30 HP              | 1908         | 4               | От 24 по 30                  | н/д                  | н/д                                                                 | н/д                | н/д                   |
| 30-40 HP              | 1908         | 4               | От 30 по 40                  | н/д                  | н/д                                                                 | н/д                | н/д                   |
| Alfonso XIII          | 1912         | 4               | 64                           | 3620                 | Барабанные тормоза на задних колёсах (передние колёса без тормозов) | 3-ступенчатая МКПП | 121 км/ч              |
| 15-20 HP              | 1909         | 4               | От 15 по 20                  | н/д                  | н/д                                                                 | н/д                | н/д                   |
| 20-30 HP              | 1909         | 4               | От 20 по 30                  | н/д                  | н/д                                                                 | н/д                | н/д                   |
| T21                   | 1913—1914    | н/д             | От 15 по 30                  | н/д                  | н/д                                                                 | н/д                | н/д                   |
| T22                   | 1913—1914    | н/д             | От 18 по 60                  | н/д                  | н/д                                                                 | н/д                | н/д                   |
| T23                   | 1913—1914    | н/д             | От 30 по 90                  | н/д                  | н/д                                                                 | н/д                | н/д                   |
| T26                   | 1914—1915    | н/д             | 20                           | н/д                  | н/д                                                                 | н/д                | н/д                   |
| T30                   | 1915—1924    | н/д             | 16                           | н/д                  | н/д                                                                 | н/д                | н/д                   |
| 32 HP                 | 1916         | н/д             | 32                           | н/д                  | н/д                                                                 | н/д                | н/д                   |
| Hispano-Suiza H6      | 1919         | 6               | 135                          | 6600                 | Барабанные тормоза с усилителем                                     | 3-ступенчатая МКПП | 137 км/ч              |
| T48                   | 1924         | 4               | 90                           | 3746                 | н/д                                                                 | н/д                | н/д                   |
| T49                   | 1924—1936    | н/д             | н/д                          | н/д                  | н/д                                                                 | н/д                | н/д                   |
| T64                   | 1929—1933    | н/д             | н/д                          | н/д                  | н/д                                                                 | н/д                | н/д                   |
| T60/T60 RL/T60        | 1932—1943    | н/д             | н/д                          | н/д                  | н/д                                                                 | н/д                | н/д                   |
| Hispano-Suiza H6C     | 1924         | 6               | 160                          | 8000                 | Барабанные тормоза с усилителем                                     | 3-ступенчатая МКПП | 177 км/ч              |
| T56                   | 1928—1936    | 6               | 46                           | н/д                  | н/д                                                                 | н/д                | н/д                   |
| Hispano-Suiza J12     | 1931         | 12              | 220                          | 9500                 | н/д                                                                 | н/д                | 185 км/ч              |
| K6                    | 1934—1937    | 6               | 120                          | 5200                 | Барабанные тормоза с усилителем                                     | 3-ступенчатая МКПП | 140 км/ч              |
| Hispano-Suiza Carmen  | 2020         | н/д             | до 1114 л. с.                | н/д                  | н/д                                                                 | н/д                | 290 км/ч              |

## Галерея

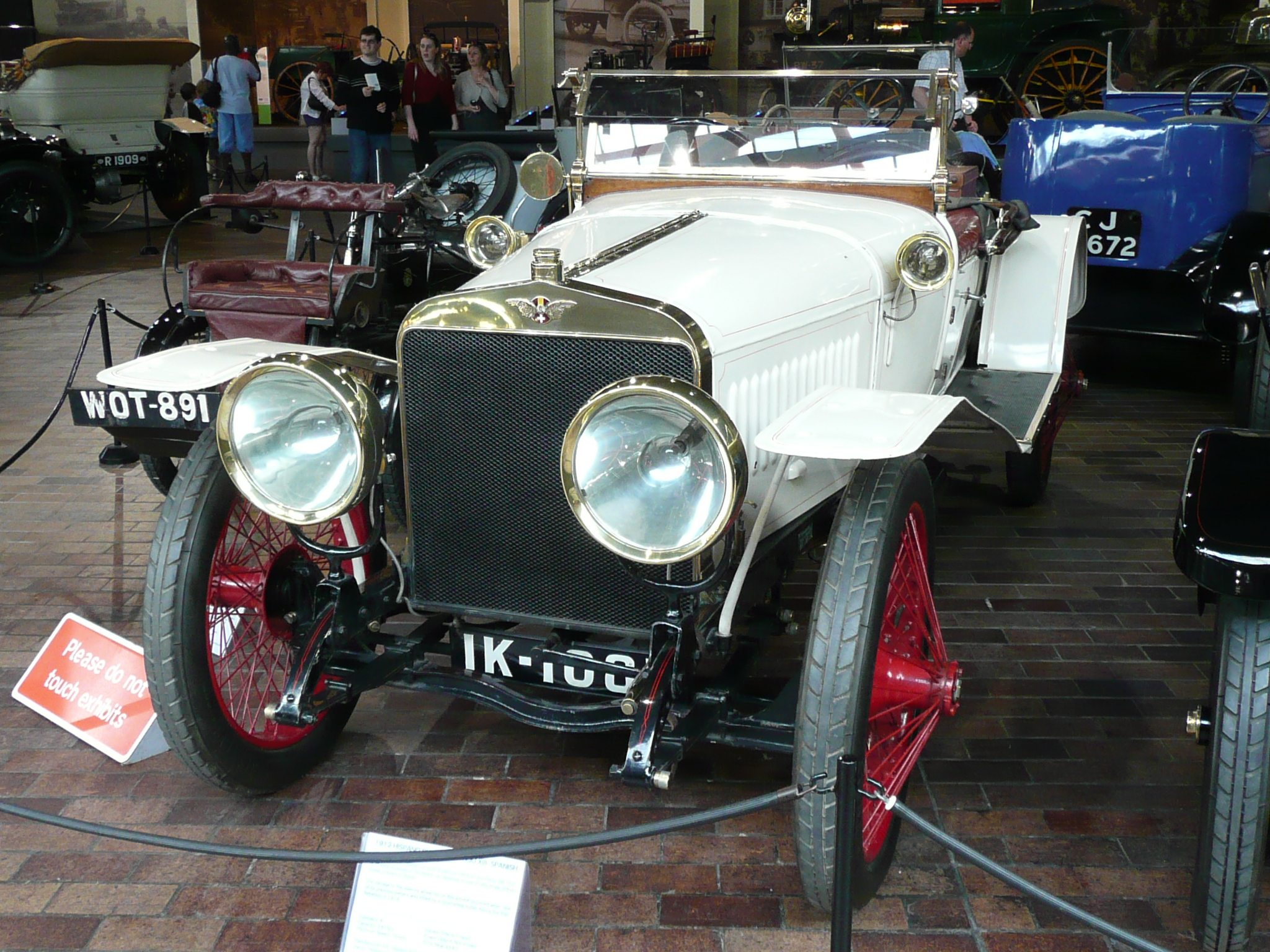
Hispano-Suiza Alphonso XIII (1912)
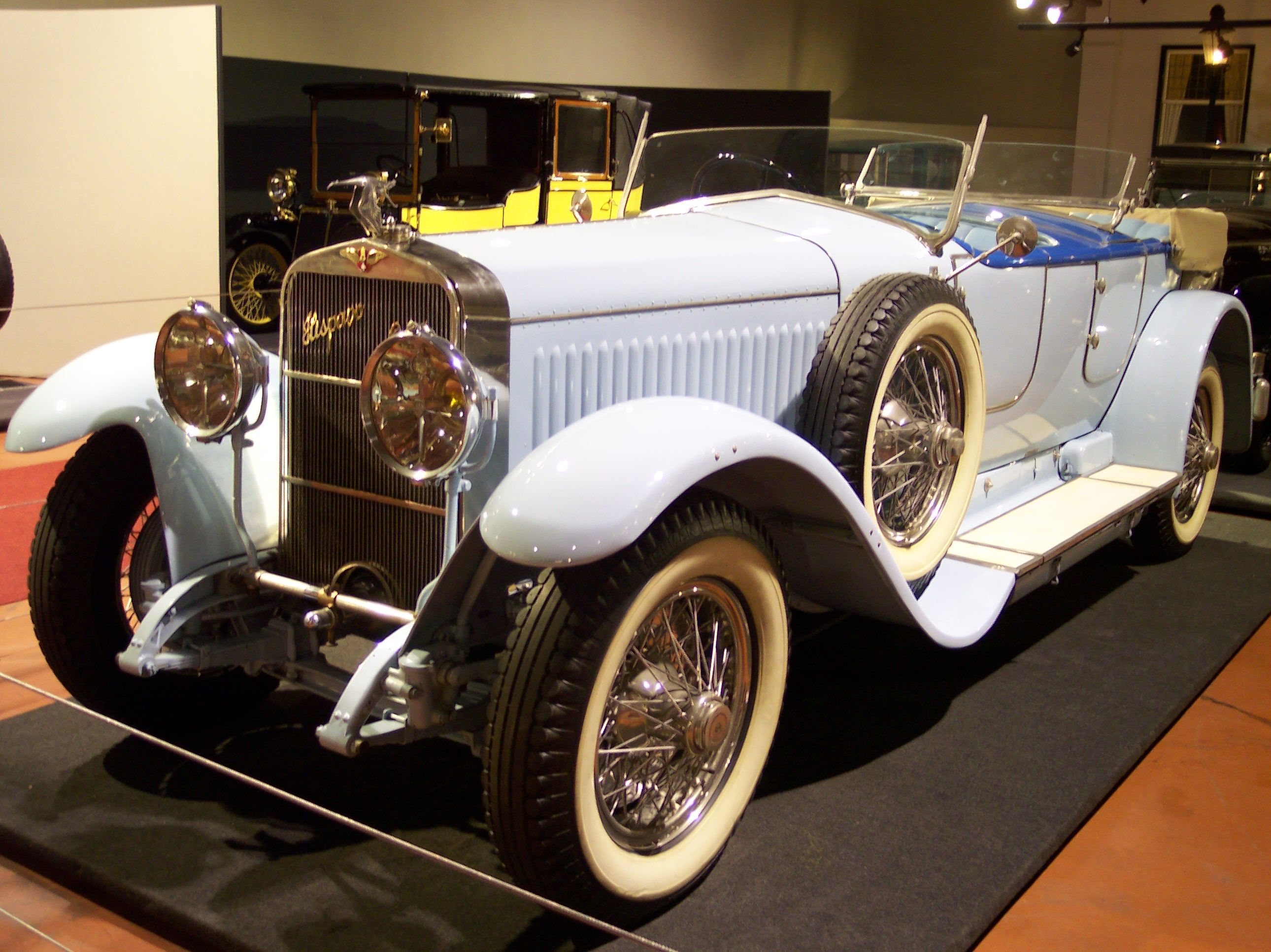
Hispano-Suiza H6B Million-Guiet Dual-Cowl Phaeton (1924)
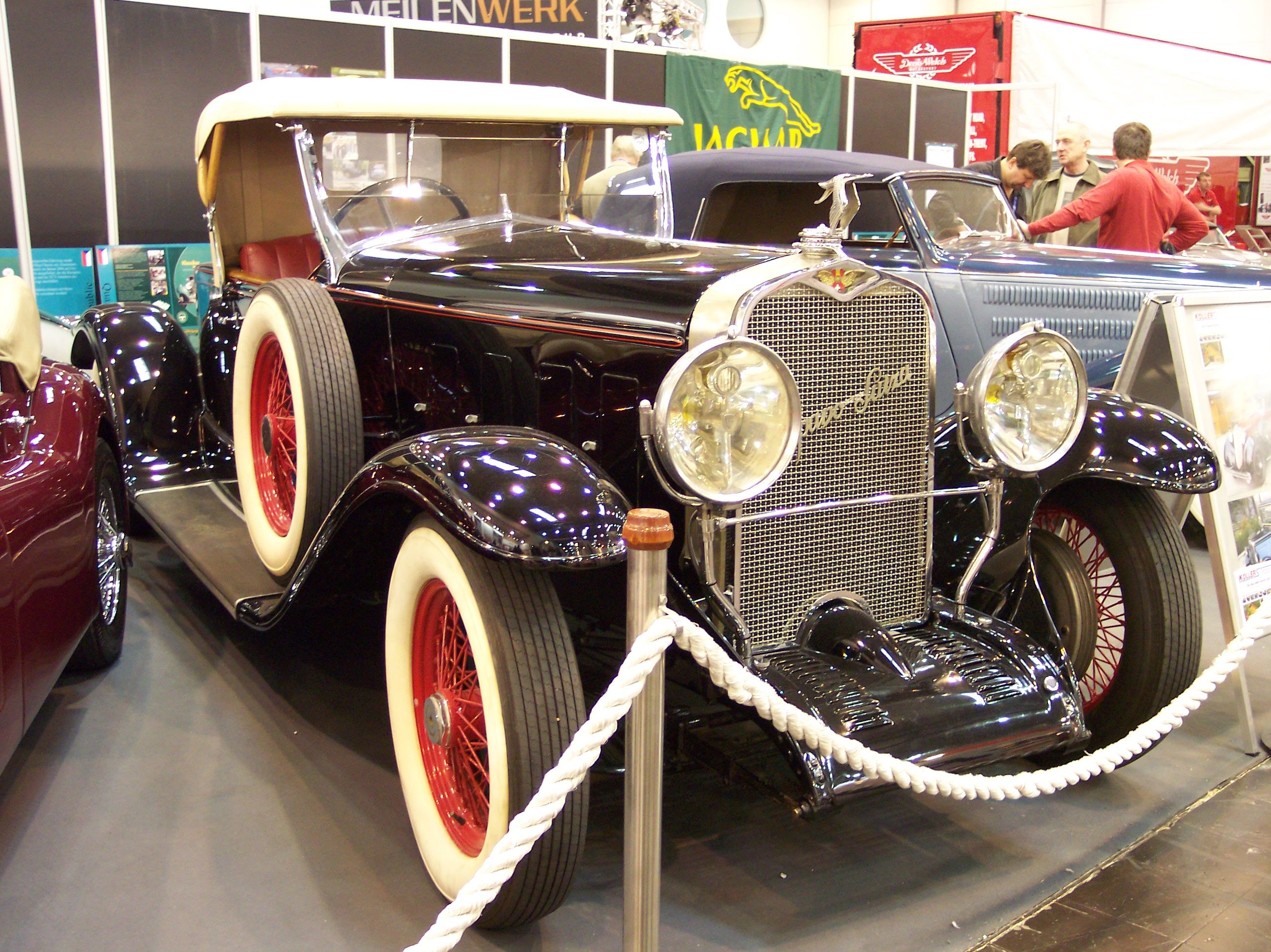
Hispano-Suiza HS26 Junior Ballot (1928)
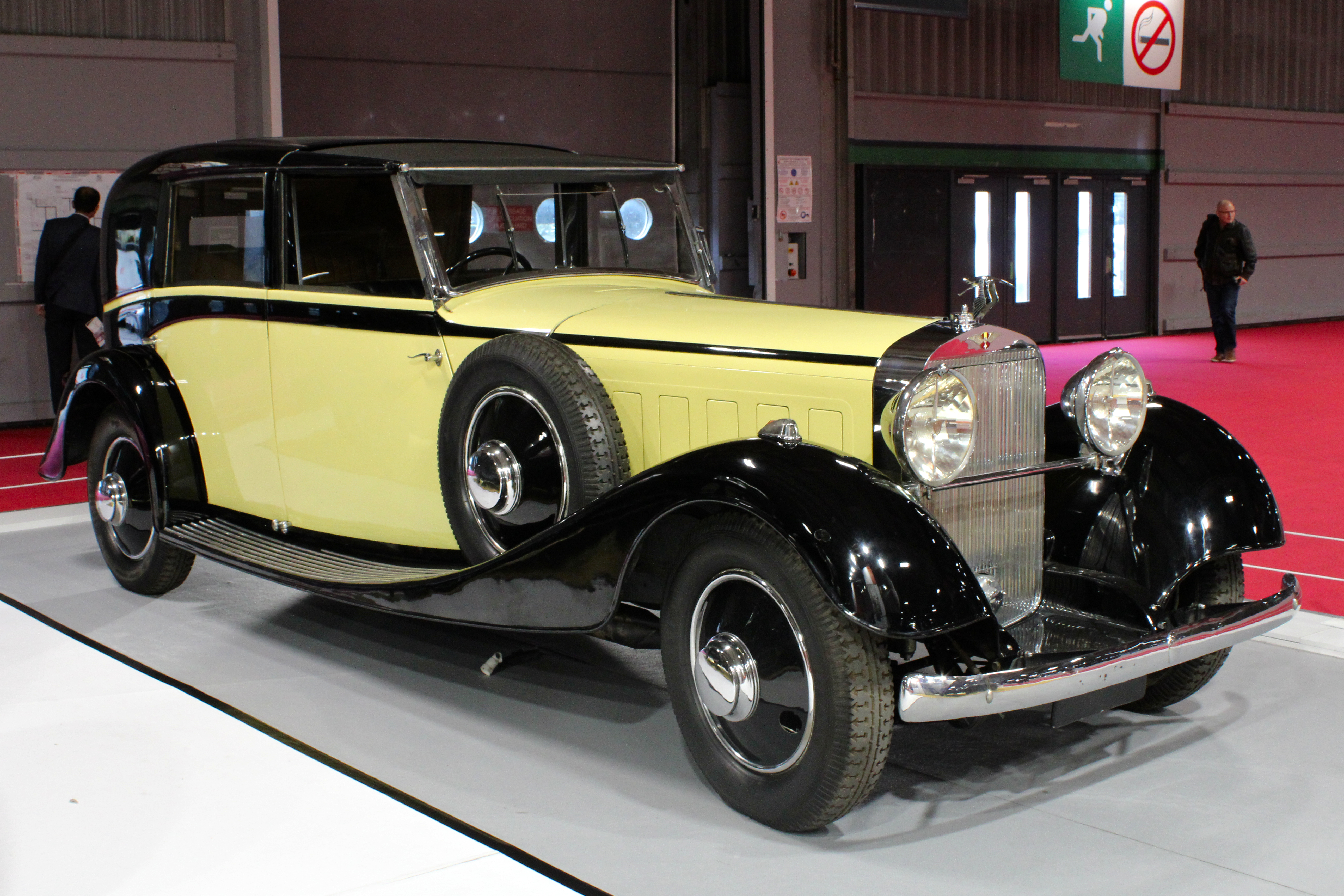
Hispano-Suiza Coupe Chauffeur J12 (1934)
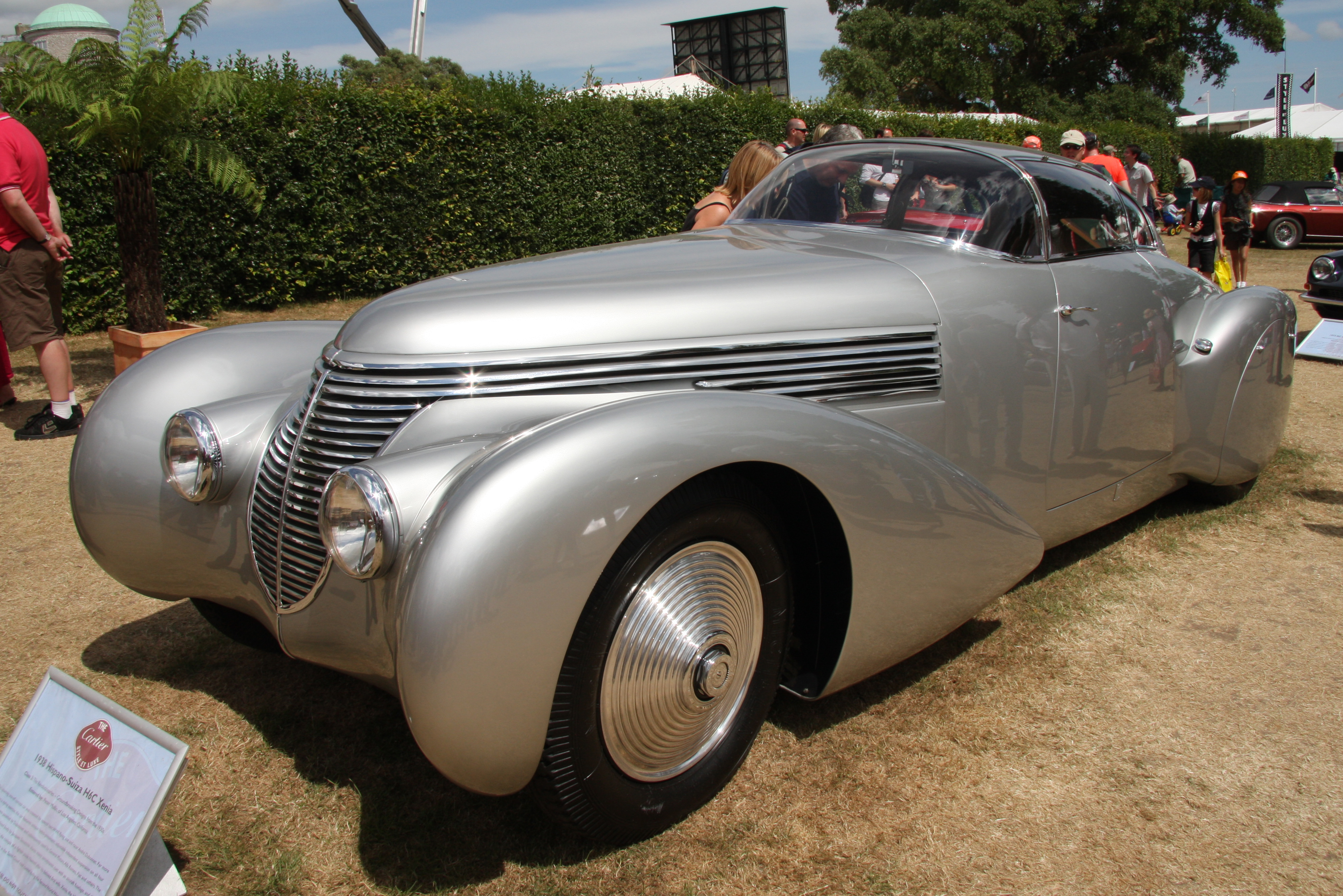
Hispano-Suiza H6C Xenia, кузов построен ателье Saoutchik по заказу известного лётчика и автогонщика Андре Дюбонне
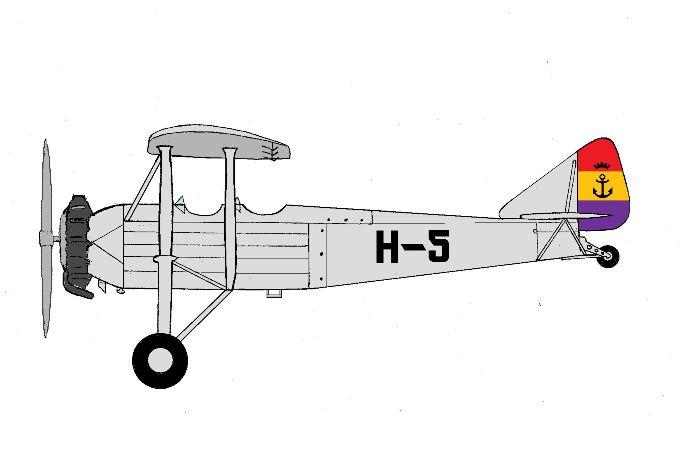
Hispano Suiza E-30
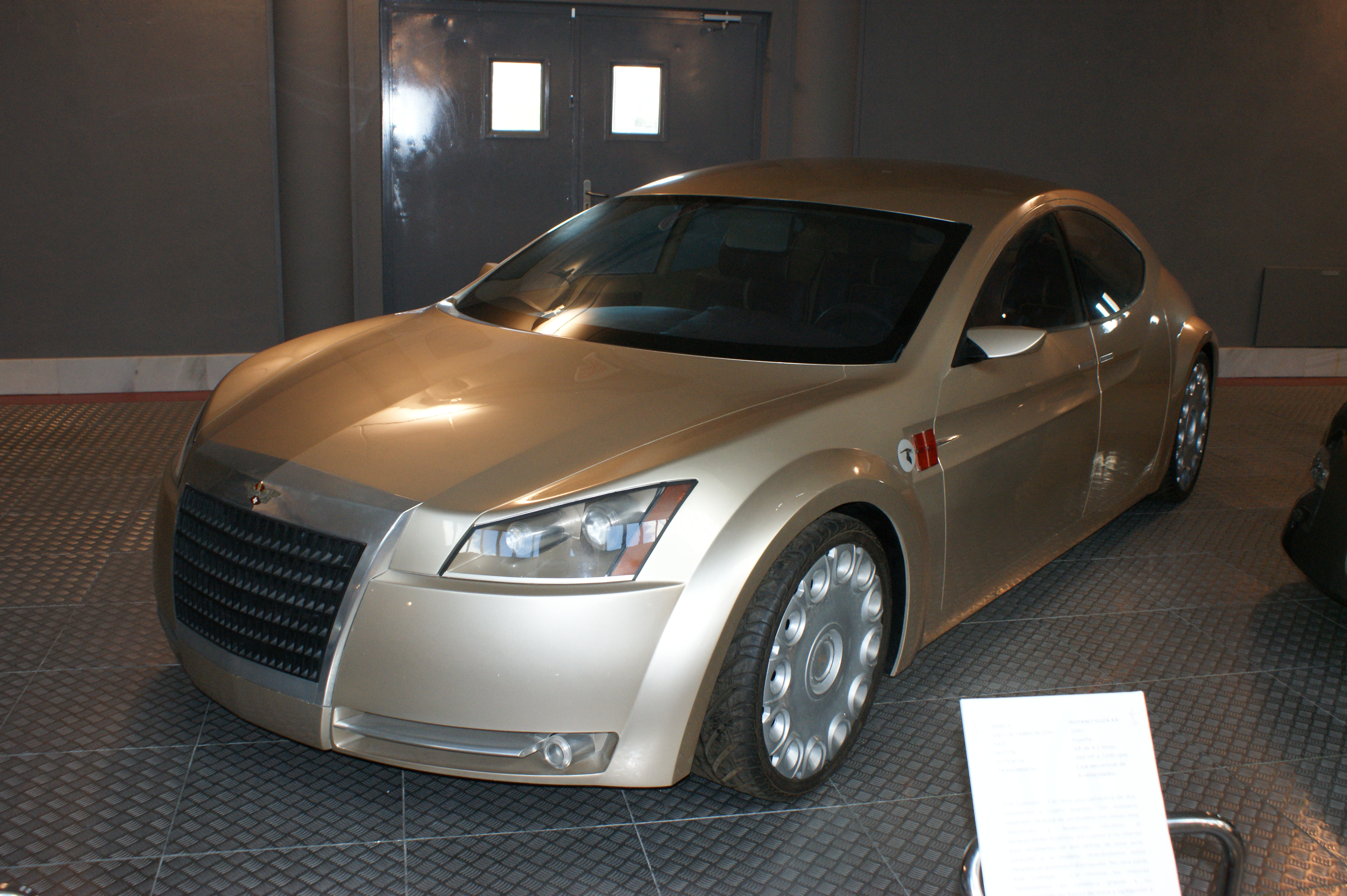
Концепт седана Hispano-Suiza K8
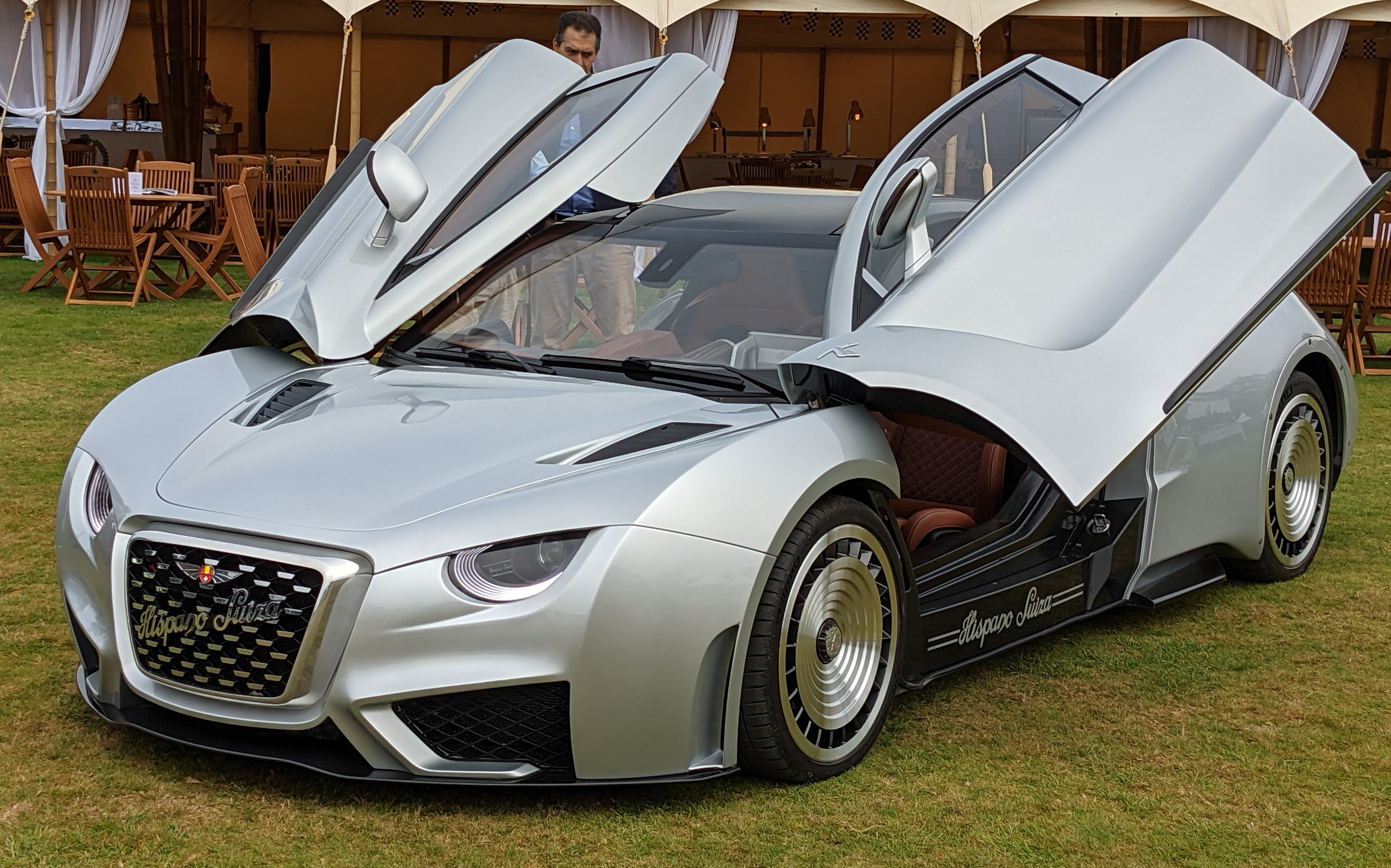
Hispano-Suiza Carmen